# Hoplolabis margarita
Hoplolabis margarita är en tvåvingeart. Hoplolabis margarita ingår i släktet Hoplolabis och familjen småharkrankar.

## Underarter
Arten delas in i följande underarter:
- H. m. margarita
- H. m. monoensis